# Palang Dar
Palang Dar (persiska: پلنگ در, پَلَنكدَر) är en ort i Iran.   Den ligger i provinsen Markazi, i den centrala delen av landet, 290 km sydväst om huvudstaden Teheran. Palang Dar ligger 2 320 meter över havet och antalet invånare är 172.
Terrängen runt Palang Dar är kuperad.Runt Palang Dar är det ganska glesbefolkat, med 48 invånare per kvadratkilometer. Närmaste större samhälle är Bāzneh, 19,4 km nordost om Palang Dar. Trakten runt Palang Dar består i huvudsak av gräsmarker.